# Korsa T

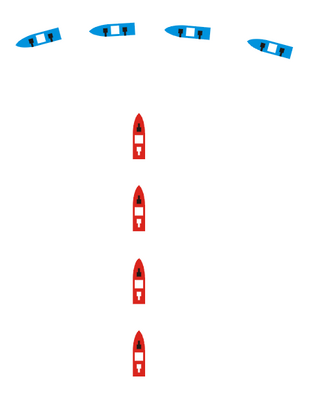
De blå fartygen korsar de röda fartygens "T".

Denna animering (klicka på bilden) visar hur det översta fartyget korsar det nedre fartygets "T".

Korsa T är en klassisk taktik inom sjökrigföringen, som användes under slagskeppens era och innebar att en linje av örlogsfartyg korsade framför en linje av fiendeskepp, vilket möjliggjorde för den korsande linjen att maximalt antal egna kanoner kunde skjuta, medan endast de främsta fiendefartygen kunde besvara elden med de förliga kanonerna på de mest framskjutna fartygen. 
En annan fördel var att elden koncentrerades på fiendens främsta fartyg och att granater som gick över det främsta fartyget kunde träffa de efterföljande.
Under segelfartygens tid kunde inte fartygen skjuta i förlig eller akterlig riktning, varför taktiken gick ut på att få fienden så att han kunde beskjutas långskepps, det vill säga för- eller akterifrån i fiendefartygets längdriktning. Genom de vridbara kanontornen minskade betydelsen av taktiken vid strider fartyg mot fartyg, men tillämpades i ökad omfattning vid strider mellan fartyg i stridslinjeformering.
Att korsa fiendens "T" var det mest perfekta läget och en höjdpunkt i taktisk prestation för en befälhavare. Det var den snabbare flottan som hade goda chanser att nå denna position, vilket innebar att överlägsen fart också medförde större eldkraft.
Begreppet blev föråldrat under andra världskrigets senare del när sjöslagen främst kom att ske mellan hangarfartyg som skickade sina flygplan mot varandra. Utvecklingen av sjömålsrobotar under kalla kriget gjorde dessutom att fartygen kunde anfalla oberoende av position.

## Slag
Viktiga slag vid vilka örlogsfartyg korsat "T":
- Slaget vid Trafalgar (1805) – Lord Nelson tillät att hans eget "T" korsades, efter att ha beräknat riskerna mycket exakt.[2][4]

- Slaget vid Lissa (1866)[4]

- Slaget vid Tsushima (1905) – Den japanske amiralen Togo utnyttjade sin överlägsna manövreringsförmåga och korsade den ryska flottans "T" två gånger.[4][5]

- Slaget vid Elli (1912)[4]

- Slaget vid Jylland (1916) – Amiral Sir John Jellicoe, befälhavare för brittiska Grand Fleet, lyckades två gånger korsa tyska Högsjöflottans "T", men de tyska fartygen lyckades båda gångerna undkomma.[4][6]

- Slaget vid Kap Esperance (1942)[4]

- Slaget vid Surigaosundet (1944) – Sista gången en stridslinje korsade "T".[4]

### Fotnoter
1. 1 2  Lupander, sid. 56-58
2. 1 2  Benbow, sid. 151
3. ↑  Dickie m.fl., sid. 211
4. 1 2 3 4 5 6 7  ”Forum i Worldnavalships.com”. Arkiverad från originalet den 28 april 2013. https://archive.is/20130428143302/http://www.worldnavalships.com/forums/showthread.php?t=885. Läst 28 april 2013.
5. ↑  Dickie m.fl., sid. 206
6. ↑  Benbow, sid. 158-160